# 4 x 100 meter frisim för damer i simning vid olympiska sommarspelen 2024

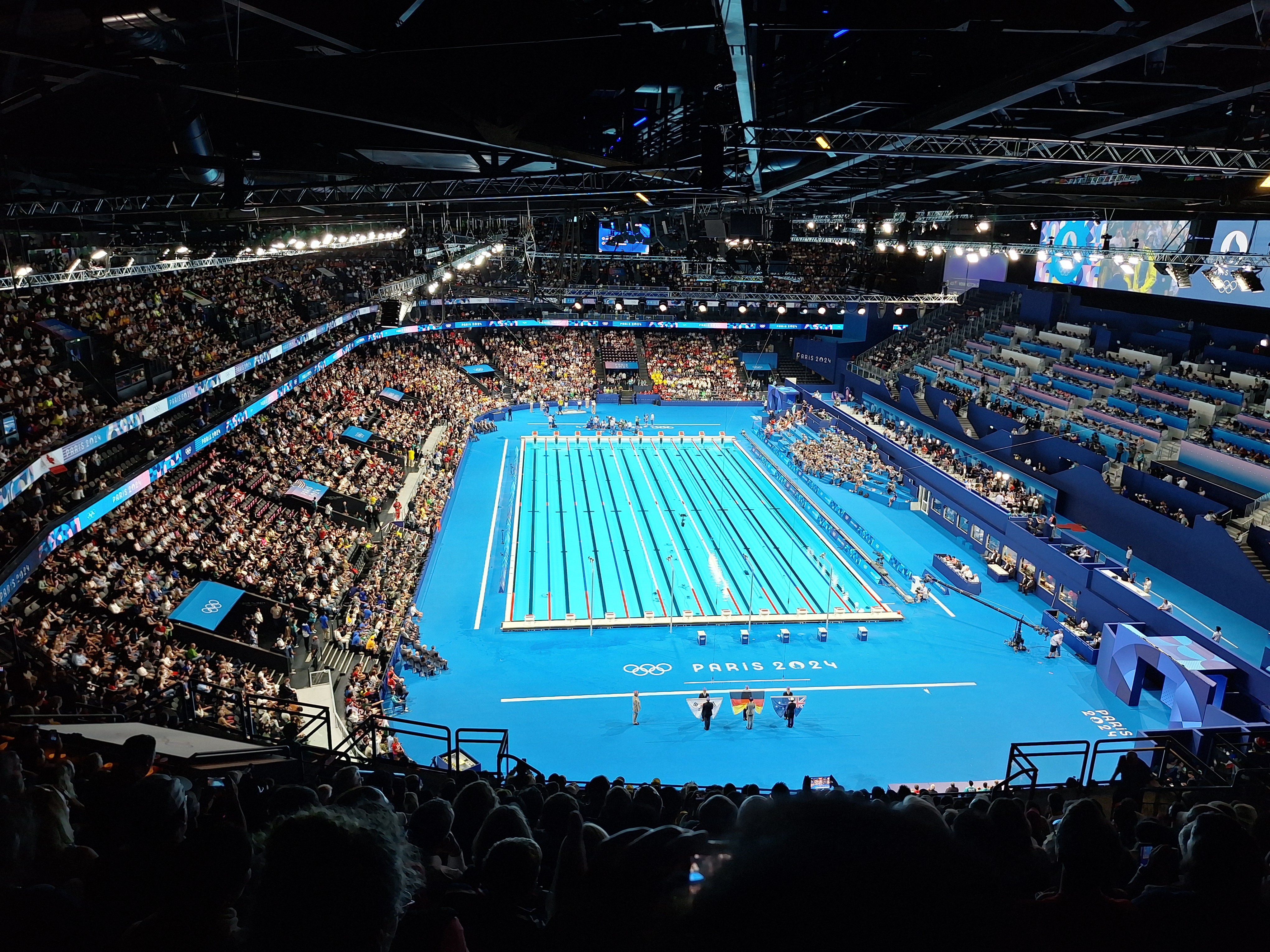
Paris La Défense Arena

Damernas 4×100 meter frisim vid olympiska sommarspelen 2024 avgjordes den 27 juli 2024 i Paris La Défense Arena, som var ombyggd till en bassäng för simtävlingarna.

## Resultat

### Försöksheat
Lagen med de 8 bästa tiderna gick vidare till final.
| Placering | Heat | Bana | Nation         | Simmare | Tid     | Noteringar |
| --------- | ---- | ---- | -------------- | --- | ------- | ---------- |
| 1         | 2    | 4    | Australien     | Olivia Wunsch (53,94) Bronte Campbell (53,46) Meg Harris (52,23) Emma McKeon (51,94)                       | 3.31,57 | 0Q0        |
| 2         | 1    | 4    | USA            | Abbey Weitzeil (53,60) Simone Manuel (53,23) Erika Connolly (53,83) Kate Douglass (52,63)                  | 3.33,29 | 0Q0        |
| 3         | 2    | 5    | Kina           | Cheng Yujie (53,95) Wu Qingfeng (53,84) Yu Yiting (54,05) Yang Junxuan (52,47)                             | 3.34,31 | 0Q0        |
| 4         | 2    | 3    | Sverige        | Michelle Coleman (53,92) Sarah Sjöström (51,99) Sara Junevik (54,09) Sofia Åstedt (54,35)                  | 3.34,35 | 0Q0        |
| 5         | 2    | 2    | Frankrike      | Béryl Gastaldello (53,54) Mary-Ambre Moluh (53,49) Lison Nowaczyk (54,67) Charlotte Bonnet (53,55)         | 3.35,25 | 0Q0        |
| 6         | 2    | 6    | Kanada         | Penny Oleksiak (53,78) Mary-Sophie Harvey (54,15) Brooklyn Douthwright (53,81) Taylor Ruck (53,55)         | 3.35,29 | 0Q0        |
| 7         | 1    | 5    | Storbritannien | Anna Hopkin (54,08) Eva Okaro (53,84) Lucy Hope (54,74) Freya Anderson (53,47)                             | 3.36,13 | 0Q0        |
| 8         | 1    | 6    | Italien        | Sofia Morini (53,92) Chiara Tarantino (54,14) Sara Curtis (53,93) Emma Virginia Menicucci (54,29)          | 3.36,28 | 0Q0        |
| 9         | 1    | 3    | Nederländerna  | Tessa Giele (55,24) Kim Busch (54,86) Sam van Nunen (54,26) Marrit Steenbergen (52,42)                     | 3.36,78 |            |
| 10        | 2    | 1    | Ungern         | Petra Senánszky (54,91) Minna Ábrahám (54,36) Panna Ugrai (54,25) Nikolett Pádár (53,81)                   | 3.37,33 |            |
| 11        | 1    | 1    | Danmark        | Signe Bro (55,45) Julie Kepp Jensen (54,52) Elisabeth Sabroe Ebbesen (55,10) Martine Damborg (54,45)       | 3.39,52 |            |
| 12        | 2    | 7    | Brasilien      | Ana Carolina Vieira (54,81) Stephanie Balduccini (53,83) Giovana Reis (55,73) Maria Paula Heitmann (56,23) | 3.40,60 |            |
| 13        | 1    | 2    | Polen          | Katarzyna Wasick (54,71) Kornelia Fiedkiewicz (54,82) Julia Maik (55,57) Zuzanna Famulok (55,57)           | 3.40,67 |            |
| 14        | 2    | 8    | Slovenien      | Neža Klančar (54,29) Janja Šegel (55,22) Katja Fain (55,43) Tjaša Pintar (56,35)                           | 3.41,29 |            |
| 15        | 1    | 7    | Hongkong       | Natalie Kan (56,91) Tam Hoi Lam (55,01) Camille Cheng (55,12) Stephanie Au (55,38)                         | 3.42,42 |            |
| 16        | 1    | 8    | Irland         | Danielle Hill (55,61) Grace Davison (55,44) Erin Riordan (55,95) Victoria Catterson (55,67)                | 3.42,67 |            |

### Final
| Placering | Bana | Nation         | Simmare                                                                                           | Tid     | Noteringar |
| --------- | ---- | -------------- | ------------------------------------------------------------------------------------------------- | ------- | ---------- |
| 1         | 4    | Australien     | Mollie O'Callaghan (52,24) Shayna Jack (52,35) Emma McKeon (52,39) Meg Harris (51,94)             | 3.28,92 | 0OR0       |
| 2         | 5    | USA            | Kate Douglass (52,98) Gretchen Walsh (52,55) Torri Huske (52,06) Simone Manuel (52,61)            | 3.30,20 | 0AR0       |
| 3         | 3    | Kina           | Yang Junxuan (52,48 0NR0) Cheng Yujie (52,76) Zhang Yufei (52,75) Wu Qingfeng (52,31)             | 3.30,30 | 0AR0       |
| 4         | 7    | Kanada         | Maggie Mac Neil (53,31) Taylor Ruck (53,20) Summer McIntosh (53,22) Penny Oleksiak (53,26)        | 3.32,99 |            |
| 5         | 6    | Sverige        | Sarah Sjöström (52,53) Michelle Coleman (52,98) Sara Junevik (54,41) Louise Hansson (53,87)       | 3.33,79 | 0NR0       |
| 6         | 2    | Frankrike      | Béryl Gastaldello (53,83) Charlotte Bonnet (54,14) Mary-Ambre Moluh (53,37) Marie Wattel (53,65)  | 3.34,99 |            |
| 7         | 1    | Storbritannien | Anna Hopkin (53,31) Eva Okaro (53,75) Lucy Hope (54,95) Freya Anderson (53,24)                    | 3.35,25 |            |
| 8         | 8    | Italien        | Sofia Morini (54,16) Chiara Tarantino (54,27) Sara Curtis (54,24) Emma Virginia Menicucci (53,84) | 3.36,51 |            |